# Волута
Волутата (от латински Volutare през италиански voluta – руло, извивка) е спираловиден декоративен архитектурен елемент с малък кръг в средата, един от най-универсално срещащите се мотиви в историята на архитектурата и дизайна. Той е основен елемент от орнаментиката през Бронзовата епоха, който по-късно се използва във всички архитектурни стилове. Почти винаги е повторен от двете страни на капитела на йонийската колона. Дълго време волутата е смятана за елемент, характерен само за класическата архитектура. Нейната форма е универсална в природата, поради което тя е мотив, използван във всички аспекти на изкуството и във всеки исторически период. Метод за изготвяне на сложната геометрия на волутата е създаден от древноримския архитект Витрувий.

## Възникване
Волутата е въведена в изкуството първо като декоративен мотив в различните ранни културни центрове и фактът за нейното възникване е тема на много дискусии. Широкото географско разпространение в най-старото изкуство предполага, че първоначално спиралният елемент е въведен в отдалечени една от друга и несвързани географски точки.
Много примери са открити при разкопки, главно в Мала Азия, Асирия, Месопотамия, скандинавските страни, Ирландия, Унгария, Италия, Гърция и Египет. Повечето от тези ранни спирали, с изключение на някои в Ирландия, Гърция и Египет, са много примитивни и са използвани като украса на различни предмети, оръжия, съдове, амулети, и фибули. Спиралите от Ирландия, оцелели и до днес, са изсечени върху камък. Най-ранните, намерени в Египет екземпляри, са издълбани върху амулети или са запълвали празното пространство около изображенията на скарабеи. Цветни декоративни спирали са намерени по стените и тавана в храмове в египетска Тива и в гробниците от осемнадесета до двадесета династии.
Съществуват две теории за възникването на този декоративен елемент, като е много възможно и двете да са верни за различните географски местоположения.
- Според първата, идеята за създаването на волутата е резултат от подражание на различни природни форми като извивки на листа, цветове и филизи. Спираловидната волутата се среща и в животинския свят – при охлювите, мидите, рогата на някои овце и кози, антенките на много насекоми и особено при някои видове раковини, като най-близка е формата на тихоокеанската Telescopium telescopium. Тя е конична с идеална, постепенно нарастваща спирала.[2][3]

- Втората, техноморфологична теория, е развита от д-р Holmest във връзка с опитите му да изучи волутите, често срещани при керамиката на индианска Америка. При направата на кошници, индианците също ползват този мотив, като навиват тревни въжета от долу нагоре по спирала, като всяка следваща намотка се носи от по-долната. По същия начин се изработват и керамичните съдове, тъй като грънчарското колело при тях не е било познато.[2]

## Развитие
Въвеждането на металите в бита – бронз, злато или сребро, дава по-широка възможност за художествено изразяване. Например в Микена и Крит са открити вази и златни дискове с изображения на волути, които изобразяват крака на октоподи и антени на пеперуди.
Според една от теориите за разпространение на волутата, тя е пренесена в Древен Египет от Месопотамия и Крит. В Египет за неин първообраз е използвано първо папирусовото растение. Късноегипетската архитектура използва волути, получени от подобни растителни форми, като палми и египетски лотос. В Новото царство волутата се среща при капители с метални детайли, изобразяващи различни завъртени флорални мотиви. Първите оцветени спирали са открити в Египет и Асирия.
Изследователите на историята на архитектурата предполагат, че за първи път като архитектурен орнамент волутата е използвана в двореца на Аменхотеп IV в Египет. Най-вероятно тя е заместила видимите чела на дървените греди от покривната конструкция и напомня годишните кръгове на дървото. Превъплъщаването на части от дървената конструкция в камъка на ранните волути, каквито са тези в Делос, всъщност поражда създаването на по-късния йонийски капител.
Волутите се срещат и в архитектурата на Мала Азия – в хетските храмове и Месопотамия още през 870 г. пр.н.е., както и в изображенията на асирийските релефи от 8 век пр.н.е. При колоните на Персеполис и Ликия се виждат дървени части със завити краища, поставени между колоните и архитрава.
В Британския музей се пази плоча от слонова кост, на която е представено асирийското свещено дърво. Близо до върха на този фрагмент са изобразени два чифта волути, поставени вертикално и симетрично спрямо центъра, които наподобяват по-скоро животински рога, отколкото флорални форми. По форма и разположение, те приличат много на волутите, използвани по-късно в Персия и при колоните на Пропилеите в Персеполис. Във всички асирийски волути, спиралите излизат вертикално от дръжка или стебло и винаги изпълняват функциите на допълнителна декорацията, без да имат отношение към конструкцията. Срещат се и подредени една след друга свързани волути, наподобяващи бягащи вълни по водна повърхност.
Интересна форма имат еолийските и финикийските капители, където волутата напомня завит, разцепен ствол на дърво. Аналогични капители са намерени и в древна Етрурия.
Според професор Дж. Майерс от Оксфордския университет, йониските култура и изкуство, макар и малко познати в тяхната ранна фаза, черпят вдъхновение от една страна от Минойската култура, а от друга – от асирийските модели, които проникват чрез хетската цивилизация в Мала Азия. Тяхното влияние почти липсва в Египет до времето на Псамтик I, но след това бързо навлиза в страната. Не трябва обаче да се забравя и голямата разлика между волутите в Асирия и тези в Древна Елада. Според друга теория, съществува малко, или почти никакво асирийско влияние при възникването на йонийския стил и той е чист продукт на егейската култура.

## Класически стилове
При архаичните примери от Атина волутите тръгват вертикално от върха на ствола на колоната, вероятно подчинени на принципа, че преходът от вертикална в хоризонтална линия трябва да се подчертае. При капителите от древногръцкия град Неандрея (Νεάνδρεια) в Анатолия, двете волути все още тръгват вертикално, но има някакъв опит да се запълни празното пространство между тях с флорални елементи.
По-нататъшно развитие на капитела и волутите се наблюдава в Делос, където е направен опит да се обединят двете, разположени срещуположно волути, които вече тръгват хоризонтално, но все още са разделени от малки цветни елементи. Заражда се и ехинът, който по-късно става важна част от йонийския капител. При капителите от Ефес двете волути вече са напълно обединени. В по-късен етап от развитието на изкуството и цивилизацията, волутите стават характерни детайли от йонийския, коринтския и композитния капител.
- Йонийски капител – При йонийския стил волутите създават фронтална симетрия на капитела и се поставят в краищата на хоризонтално разположените балюстри (малка подпора с кръгло сечение и извит силует).[1] Те постигат своето съвършенство при Ерехтейона на Атинския акропол. Историята на йонийския капител и волутите, като част от него, продължава с въвеждането му в изкуството на Древния Рим и възстановяването му по време на Ренесанса.[2]

- Коринтски и композитен капител – При коринтския и композитния капител волутите подчертават четирите му ъгъла. Този архитектурен елемент се използва и при конзоли, поддържащи изнесения напред корниз в античната архитектура.[1]

Волутите са ползвани и при някои, но не всички, камбановидни форми на капитела, които са намерени не само в древногръцкия полис Коринт на Пелопонес, но и на остров Филе в река Нил. Последният датира от времето на Птолемеите и се дължи вероятно на гръцко влияние.

## Римска империя
В Римската империя йонийски, коринтски и композитни капители са използвани от строителите на ранните християнски църкви. Същото се отнася и за строежите във Византия. В този период волутите и йонийските колони са ползвани много по-малко от останалите два вида. Създадени са огромно количество от коринтски и композитни колони във всяка римска провинция чак до Великобритания. Капителите на тези колони носят общото название коринтиантски и в по-късен период стават прототип на готическите капители.
По-късно римските колони се заменят с по-свободни версии, при които постепенно се достига до листовидните готически капители от 11 век. Въпреки това, римските колони продължават да се правят в някои населени места и след това. По-късно, при готическия стил, волутата почти губи всякакво сходство със своите ранни прототипи и потъва в къдрави извивки на листа. Този тип бележи кулминацията на капитела с волути по време на готическия период.

## Средновековие
Използването на волутите през Средновековието, периода между падането на Римската империя и кулминацията на готическия стил, не е достатъчно добре проучено.
При готиката, която е характерна за Средновековието, волутите продължават да имат своето приложение в архитектурата. Примери за това са капителите на катедралата в Тулуза или тези, от наоса на църквата в Aignan, Франция. Романският капител на катедралата в Байо е преходен към капителите и волутите в манастира Prieuré Saint-Martin-des-Champs в Париж. В манастира се появяват на един и същи готически капител както хоризонтално поставени, така и вертикални волути. Следващата стъпка се наблюдава при катедралата в Солсбъри, където волутите губят почти изцяло връзката си с ранните прототипи и почти изчезват в къдравите листа. Това е последния стадий от развитието на волутата в готическия стил.

## Ренесанс
В епохата на Ренесанса, в произведението си „Десет книги за архитектурата“ италианският архитект Леон Батиста Алберти сравнява йонийските волути със „завита дървесна кора, лежаща върху колоната“, а коринтските – с „дръжки на съд, стърчащи от ствола на колоната“.
Характерен мотив за архитектурата от епохата на Ренесанса са две симетрично разположени волути, зрително обединяващи високия централен неф на базиликата с по-ниските странични части. В епохата на барока волутите често се прилагат като две S-образни форми, завити в краищата, изразяващи характерната за този стил динамика.
По време на италианския Ренесанс Филипо Брунелески, архитект от Флорентинската школа, променя формата на античните конзоли в конструкцията на купола на катедралата „Санта Мария дел Фиоре“ и разтяга волутите до такава степен, че ги превръща в нов декоративен елемент – аркбутан. През същия период друг италиански архитект – Леон Алберти, при строежа на флорентинската църква „Санта Мария Новела“, превръща волутите в огромни S-образни фигури, свързващи ефектно горната и долна част на сградата. Такава волута създава плавен и стремителен преход от хоризонтални към вертикални линии. Именно това свойство прави волутите любим елемент на архитектите, майстори на барока.
Големи, мощни волути могат да се видят на фасадата на Църквата на Исус (Chiesa del Gesù) в Рим от 1575 година, една от най-добрите барокови сгради. В Москва огромни волути фланкират входа на църквата „Архангел Гавраил на Чистых прудах“ (Меншикова кула). Така волутите окончателно се превръщат от поддържащи конструкцията елементи в чисто декоративни. 
В Русия волутите са почти задължителен детайл по фасадите на бароковите сгради от времето на Петър I. Могат да се видят при основата на камбанарията на Петропавловския събор, по вратите на Петропавловската крепост в Санкт Петербург и на много други места. 
Такава форма понякога имат някои архитектурни детайли, служещи за връзка между различни части на сградата, при обрамчването на портали и прозорци (главно при Късния Ренесанс и Барока).

## Съвременност
И в наше време волутата продължава да е любим мотив в архитектурата и изкуството. Това е така защото, от една страна, употребата и е придобила известна инерция, която е трудно да се преодолее, а от друга – това е една вдъхновяваща, естествена форма, която носи привлекателност и красота. Като декоративен елемент в наши дни, волутата се използва активно в класическия интериор, мебелите, камините, сребърни изделия и всякакъв вид декорации.

## Използване при други структури
Използването на спираловидни декоративни волути като архитектурна орнаментика в Египет, Асирия и в Древна Гърция е добре известно. Същите тези мотиви продължават да се ползват в Гърция в по-късен период и се появяват на различни места като декорации. Впоследствие преминават в Древния Рим, където стават любим детайл за хората на изкуството и се ползват като допълнение към орнаментиката, но почти никога като самостоятелни форми. Като декоративен елемент, от Рим волутата преминава в раннохристиянските и византийски произведения. Това развитие и разпространение продължава и кулминира в епохата на готиката. Използва се при Ренесанса и класическите форми и достига до наши дни.
Освен при капителите, волутите са често използвани и при други архитектурни детайли като конзоли и модильони. Използването на волутите като мотив от поддържащите елементи е обосновано от факта, че те леко осъществяват плавен преход от хоризонтална във вертикална плоскост. В тази връзка спиралният мотив обикновено е двоен, като двете волути са завъртяни в различни посоки. По този начин волутите изпълняват конструктивната си роля още от времето на Ерехтейона до наши дни.
При конзолите волутите служат като ключов камък при такива структури като римските триумфални арки и други подобни. Ползват се и при модильоните на антаблеманите в коринтския и композитен стил.
В допълнение към тези добре известни структурни употреби, волутите са използвани и като чисто декоративни елементи в случаите, когато конструктивните им функции са отпаднали. Пример за това приложение са огромните волути над корниза на катедралата Санта Мария дела Салуте във Венеция, създадени с чисто естетически цели.
При други ренесансови сгради волутите са обърнати във форма на скоби и се ползват като преход между лицевата фасада и страничните крила на сградата. Добре познати примери за това могат да се намерят при различни йезуитски църкви в Италия.
- Волути във вид на конзоли в Оломоуц, Чехия
- Голяма декоративна волута на църквата „Дева Мария“ в Прага
- S-образна волута на стълбището към църквата „Сан Бенито“ в град Камбадос
- Декоративна S-образна волута на библиотека Лауренциана във Флоренция
- Декоративна волута на църквата в Аугсбург, Германия
- Огромните волути на катедралата „Санта Мария дела Салуте“ във Венеция
- Капител със слонска глава и хобот във вид на волута в Петра, Йордания
- Декоративни волути по фасада в Чехия
- Църквата „Санта Мария дела Скала“ в Рим
- Музеят на творчеството в Страсбург
- Волути на капандура в село d'Auriac-du-Périgord, Франция
- Подготвени за поставяне волути при Атинския акропол
- Византийски капител с волути и кръст
- Колони с волути в църквата „Св. св. Кирил и Методий“ в Пловдив
- Романска църковна врата с волути срещу злите духове, Pürgg-Trautenfels, Щирия
- Раковината Telescopium telescopium, предполагаем прототип на волутата
- Декоративна плочка във венецианска обществена баня
- Коринтски капител в Храма на Зевс, Атина
- Герб на Saint-André-les-Vergers
- Волути, наподобяващи вълни – детайл от саркофаг в музея на Ираклион
- Ограда на църквата Вал-де-Грас, Париж
- Дръжка с волута на Алберт I Лувенски от 1191
- Света Троица върху коринтска колона, Любляна
- Фотьойл с волути от Жорж Жако в двореца Версай